# ضائقة جنينية
في الطب (في طب التوليد) مصطلح الضائقة الجنينية يشير إلى وجود علامات في الحوامل—قبل أو أثناء الولادة—التي تشير إلى أن الجنين قد لا يكون معافى. بسبب افتقار المصطلح إلى الدقة تم تجنب هذا المصطلح وسط أطباء النساء الامريكيين.

## علامات وأعراض المرض

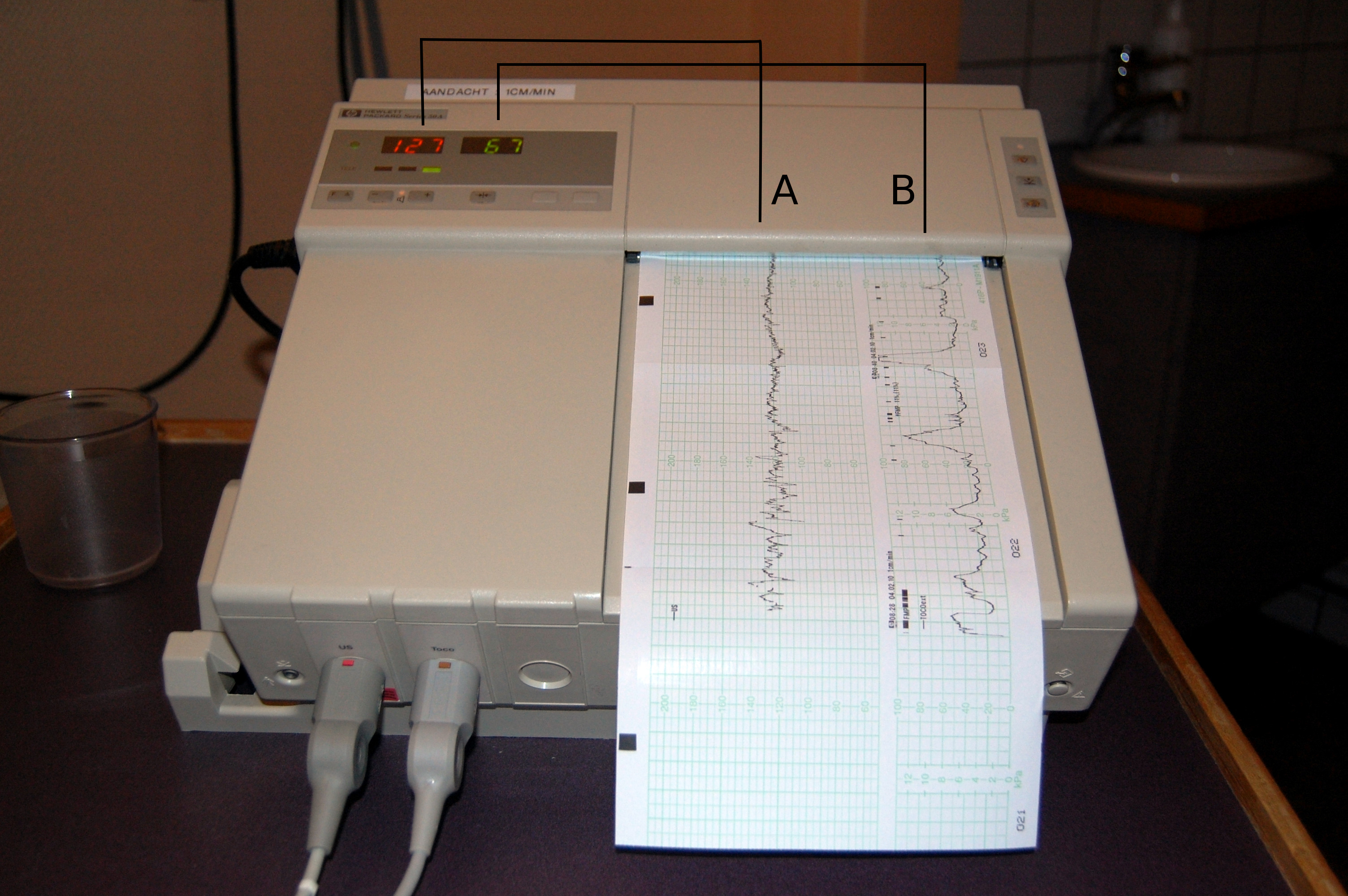
يتم استخدام جهاز تخطيط قلب الجنين لمراقبة معدل ضربات قلب الجنين.

عموماً من الأفضل وصف علامات محددة بدلا من تأكيد  الضائقة الجنينية التي تشمل:
- انخفاض شعور الأم بحركة الجنين
- وجود العقي (براز الجنين) في السائل الذي يحيط بالجنين («العقي الملون السائل»)
- علامات غير مطمئنة على جهاز مراقبة قلب الجنين وتشمل:
  - زيادة أو نقصان معدل ضربات القلب للجنين (عدم انتظام دقات القلب وبطء القلب)، وخاصة أثناء وبعد فترة من انقباض الرحم.
  - انخفاض متغير في معدل ضربات القلب للجنين

  - التأخر والتباطؤ في معدل ضربات قلب الجنين وخاصة أثناء أو بعد ذروة انقباضات الرحم.
- العلامات البيوكيميائية تفحص خلال جمع عينة صغييرة من دم الجنين من خلال الوخذ في فروة الرأس من خلال عنق الرحم المفتوح أثناء الولادة
- وجود  حماض أيضي
  -  مستويات مرتفعة من اللاكتات  في دم الجنين (من اخلال فحص الدم المأخوذ من فروة رأس الجنين) مما يشير إلى الطفل لديه حماض لاكتيكى (lactic Acidosis)

بعض هذه العلامات هي أكثر موثوقية بتنبئ وجود عطب في الجنين من غيرها. على سبيل المثال، مراقبة قلب الجنين يمكن أن تعطي معدلات ايجابية عالية كاذبة، حتى عندما تفسر من قبل ذوي الخبرة العالية في المجال الطبي.وجود الحماض الأيضي هو أكثر موثوقية للتوقع، ولكنها ليس دائما متوفرة.

## أسباب
هناك العديد من الأسباب من «الضائقة الجنينية» بما في ذلك:
- مشاكل التنفس
- وضعية غير طبيعية للجنين وكذلك المجئ
- الولادات المتعددة
- عسر ولادة الكتف
- تدلي الحبل السري
- الحبل القفوي
- انفكاك المشيمة
- إغلاق سابق لأوانه لل القناة الشريانية للجنين
- تمزق الرحم
- ركود صفراوي أثناء الحمل وهو اضطراب الكبد أثناء الحمل

## العلاج

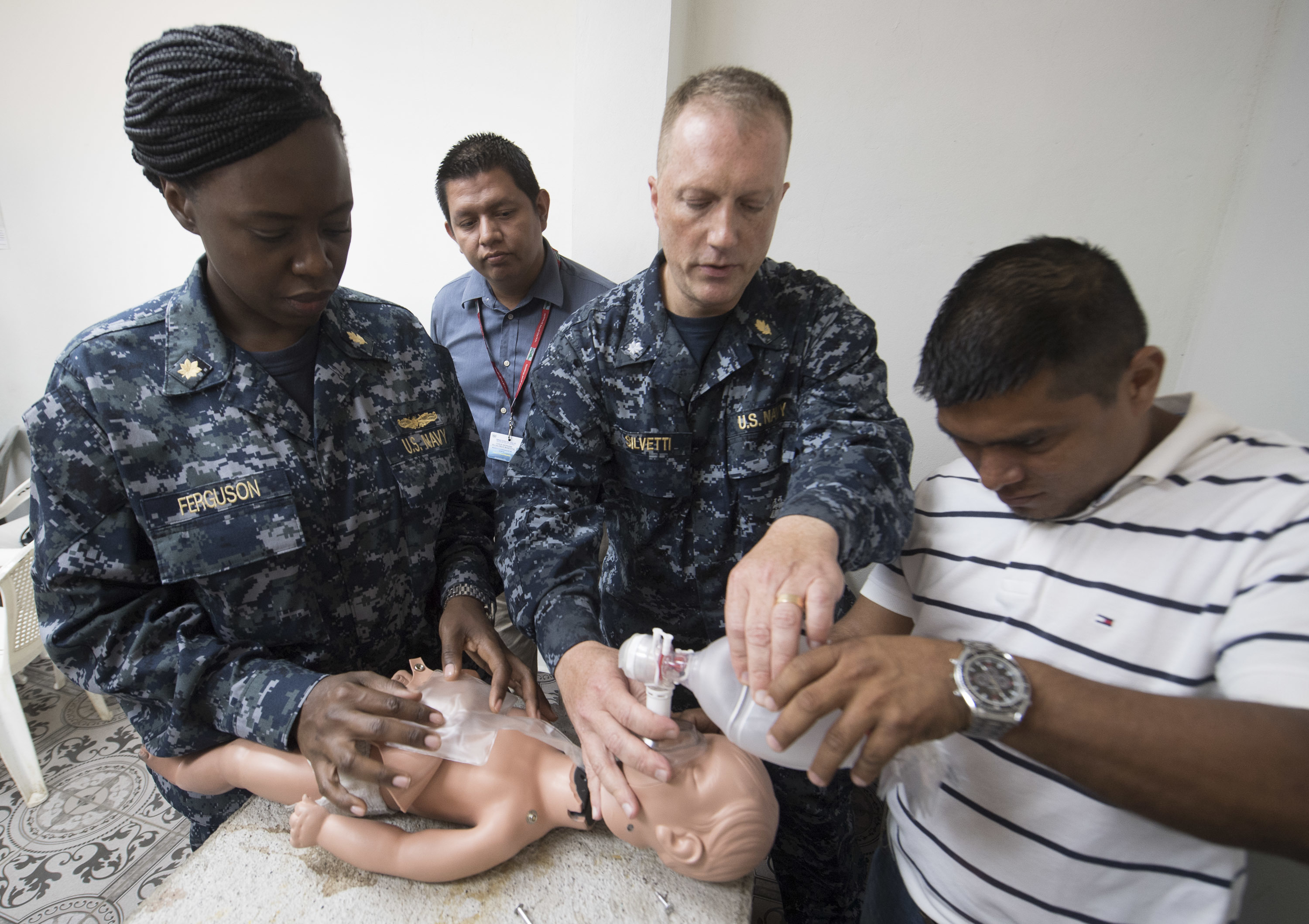
دمية لطفل حديث الولادة تتلقى التهوية بالضغط الايجابي بغرض التدريب

بدلا من الإشارة إلى «الضائقة الجنينية» التوصيات الحالية تتجه للبحث عن المزيد من العلامات والأعراض، لتقييم الوضع، واتخاذ الخطوات المناسبة لمعالجة الوضع  من خلال تنفيذ انعاش للجنين داخل الرحم. تقليديا تشخيص «الضائقة الجنينية» يقود طبيب التوليد أن يوصي بالولادة السريعة سواء بالأدوات أو عن طريق العملية القيصرية إذا كانت الولادة الطبيعية غير ممكنة.

## وصلات خارجية
- https://www.webteb.com/pregnancy-childbirth/diseases/%D8%B6%D8%A7%D8%A6%D9%82%D8%A9-%D8%AC%D9%86%D9%8A%D9%86%D9%8A%D8%A9